# Johannes R. Becher
Johannes Robert Becher (født 22. maj 1891 i München, død 11. oktober 1958 i Berlin) var en tysk forfatter og kommunistisk politiker.
Becher havde en turbulent ungdom med et mislykket selvmordsforsøg og afbrudte studier i medicin ved universitetet. På denne tid skrev han idealiserende om kokain og var ofte indlagt for sit kokainmisbrug. På grund af men efter selvmordsforsøget blev han fritaget fra at gøre tjeneste i militæret. Omkring og efter Første Verdenskrig tilhørte han det revolutionære Spartakusbund og 1919-1920 det nydannede KPD. I 1920 forlod han dog den kommunistiske bevægelse og var i nogle år religiøst søgende. Han vendte tilbage til KPD i 1923 og engagerede sig dybere i partiet. Han blev tvunget til at gå i eksil i 1933 grundet sin politiske overbevisning.
Frem til krigens slutning i 1945 boede han i Sovjetunionen, hvor han indimellem kom i vanskeligheder, fordi han var mistænkt for at være trotskist. Har var i under krigen tilknyttet den anti-nazistiske komité Nationalkomitee Freies Deutschland, der med sovjetisk støtte modarbejdede Nazityskland. 
Efter krigen vendte han tilbage til Tyskland, hvor han som formand for Kulturbund der DDR blev en af de ledende kræfter i opbygningen af DDRs kulturliv. Han skrev landets nationalsang, Auferstanden aus Ruinen og var kulturminister fra 1954, ligesom han udgav flere romaner, skuespil og digtsamlinger. Som ung tilhørte han ekspressionismen, men som ældre var han socialrealist.